# Římskokatolická farnost Dolní Životice
Římskokatolická farnost Dolní Životice je územní společenství římských katolíků s farním kostelem Nejsvětějšího Spasitele v Dolních Životicích.

## Kostely a kaple na území farnosti
- Kostel Nejsvětějšího Spasitele v Dolních Životicích
- Kaple Božského Salvátora v Dolních Životicích
- Kaple Nejsvětějšího Vykupitele v Herticích